# Премия журнала Empire (1999)
4-я церемония вручения наград премии «Империя» за заслуги в области кинематографа за 1998 год состоялась 25 февраля 1999 году в Park Lane Hotel (Лондон, Великобритания). Лауреаты были определены по итогам голосования аудиторией журнала Empire.
Наибольшее число наград получили фильмы «Титаник», «Спасти рядового Райана», «Карты, деньги, два ствола» — по 2.

## Список лауреатов и номинантов
| Лучший фильм | Лучший британский фильм |
| --- | --- |
| - Титаник - Умница Уилл Хантинг - Спасти рядового Райана - Большой Лебовски - Шоу Трумана                                                                                | - Карты, деньги, два ствола - Елизавета - Меня зовут Джо - Осторожно, двери закрываются - 24:7                                                                    |
| Лучший режиссёр | Лучший британский режиссёр |
| - Стивен Спилберг — Спасти рядового Райана - Энг Ли — Ледяной ветер - Джеймс Кэмерон — Титаник - Питер Уир — Шоу Трумана - Стивен Содерберг — Вне поля зрения            | - Питер Хауит — Осторожно, двери закрываются - Гай Ричи — Карты, деньги, два ствола - Кен Лоуч — Меня зовут Джо - Ник Хэмм — Кое-что о Марте - Шейн Медоуз — 24:7 |
| Лучшая мужская роль | Лучший британский актёр |
| - Том Хэнкс — Спасти рядового Райана - Джефф Бриджес — Большой Лебовски - Джим Керри — Шоу Трумана - Мэтт Деймон — Умница Уилл Хантинг - Сэмюэл Л. Джексон — Джеки Браун | - Питер Маллан — Меня зовут Джо - Боб Хоскинс — 24:7 - Юэн Макгрегор — Бархатная золотая жила - Гэри Олдмен — Затерянные в космосе - Джозеф Файнс — Елизавета     |
| Лучшая женская роль | Лучшая британская актриса |
| - Кейт Бланшетт — Елизавета - Гвинет Пэлтроу — Осторожно, двери закрываются - Хелен Хант — Лучше не бывает - Дженнифер Лопес — Вне поля зрения - Пэм Гриер — Джеки Браун | - Кейт Уинслет — Титаник - Анна Фрил — Три англичанки за городом - Кэтрин Зета-Джонс — Маска Зорро - Эмили Уотсон — Боксёр - Минни Драйвер — Умница Уилл Хантинг  |
| Лучший дебют | Honorary Awards |
| - Винни Джонс — Карты, деньги, два ствола - Кейт Бланшетт — Елизавета - Шарлиз Терон — Адвокат дьявола - Дениз Ричардс — Звёздный десант - Шейн Медоуз — 24:7            | - Empire Inspiration Award: Спайк Ли - Lifetime Achievement Award: Боб Хоскинс - Movie Masterpiece Award: Уильям Фридкин — Изгоняющий дьявола                     |

### Несколько наград
| Число наград | Фильм                     |
| ------------ | ------------------------- |
| 2            | Карты, деньги, два ствола |
| 2            | Спасти рядового Райана    |
| 2            | Титаник                   |

### Несколько номинаций
| Количество наград | Фильм                        |
| ----------------- | ---------------------------- |
| 4                 | Елизавета                    |
| 4                 | 24:7                         |
| 3                 | Умница Уилл Хантинг          |
| 3                 | Карты, деньги, два ствола    |
| 3                 | Меня зовут Джо               |
| 3                 | Спасти рядового Райана       |
| 3                 | Осторожно, двери закрываются |
| 3                 | Шоу Трумана                  |
| 3                 | Титаник                      |
| 2                 | Джеки Браун                  |
| 2                 | Вне поля зрения              |
| 2                 | Большой Лебовски             |